# Club de Sade

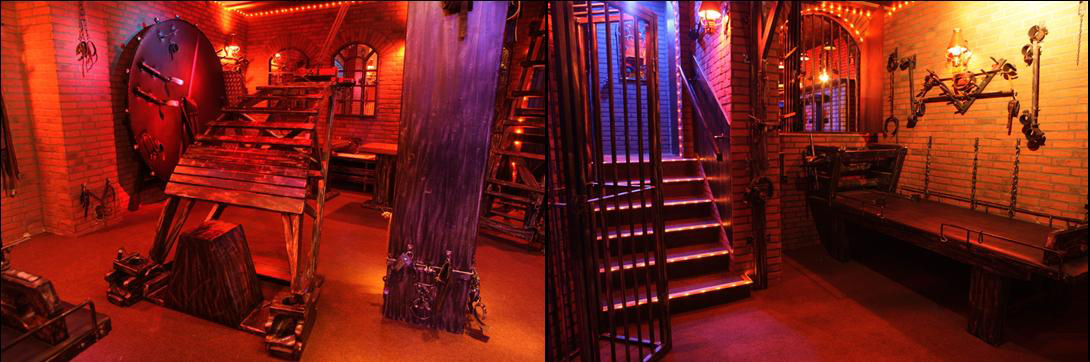
Club de Sade in Hamburg St. Pauli

Der Club de Sade in Hamburg St. Pauli ist einer der ältesten SM-Clubs in Europa. Er wurde in den 1960er Jahren von Peter W. Ernst gegründet und befindet sich in der Erichstraße.
Die Ausstattung des 300 m² großen Clubs, der eine Cabaret-Konzession erhielt, ist von den  Geschichten des Marquis de Sade inspiriert und wurde durch den damaligen Besitzer persönlich bzw. nach seinen Entwürfen gefertigt. Nach dem Tod des Gründers übernahm 2010 der Unternehmer Kalle Schwensen den Club.